# Juan Albert Viloca
Juan Albert Viloca-Puig est un joueur espagnol de tennis, né le 17 janvier 1973 à Barcelone.

## Palmarès

### Finales en simple (2)
| No | Date       | Nom et lieu du tournoi          | Catégorie    | Dotation  | Surface      | Vainqueur        | Score         |  |
| -- | ---------- | ------------------------------- | ------------ | --------- | ------------ | ---------------- | ------------- |  |
| 1  | 07-07-1997 | Suisse Open, Gstaad             | World Series | 525 000 $ | Terre (ext.) | Félix Mantilla   | 6-1, 6-4, 6-4 |  |
| 2  | 20-10-1997 | Abierto Mexicano Telcel, Mexico | World Series | 305 000 $ | Terre (ext.) | Francisco Clavet | 6-4, 7-67     |  |

## Résultats en Grand Chelem

### En simple
| Année | Open d'Australie | Open d'Australie | Roland-Garros | Roland-Garros   | Wimbledon | Wimbledon         | US Open  | US Open      |
| ----- | ---------------- | ---------------- | ------------- | --------------- | --------- | ----------------- | -------- | ------------ |
| 1995  | -                | -                | -             | -               | -         | -                 | 1er tour | Tim Henman   |
| 1996  | -                | -                | -             | -               | -         | -                 | -        | -            |
| 1997  | 1er tour         | Magnus Larsson   | 2e tour       | Andreï Medvedev | 2e tour   | Andrew Richardson | 1er tour | Brett Steven |
| 1998  | 1er tour         | Nicolás Lapentti | 2e tour       | Dominik Hrbatý  | 1er tour  | Michael Chang     | -        | -            |

À droite du résultat, l'ultime adversaire.